# Louie Austen
Louie Austen, geboren als Alois Luef (Wenen, 19 september 1946), is een Oostenrijkse jazzzanger, -pianist, -gitarist en accordeonist. Sinds enige tijd is hij ook thuis in het elektronische muziekcircuit.

## Biografie
Op 8-jarige leeftijd wilde Alois Luef een accordeon. Hoewel hij van jongs af aan een talent bleek te zijn, drongen zijn ouders aan op een klassieke opleiding. Na zijn afstuderen aan de middelbare school begon hij techniek te studeren, welke studie hij al snel afsloot. Hij stapte over naar het conservatorium van Wenen om zang en acteren te studeren. Na het afronden van zijn studie emigreerde Louie Austen, zoals hij zichzelf later noemde, naar Zuid-Afrika. Hij bleef daar echter niet lang, omdat hij het apartheidsbeleid afwees en naar Australië verhuisde. Vervolgens belandde hij in New York totdat hij zich uiteindelijk in Las Vegas (Nevada) vestigde. Daar trad hij in de voetsporen van grote entertainers als Frank Sinatra, Dean Martin en Sammy Davis jr. en trad hij op met onder meer de combo The Harlem Blues & Jazz Band.
Na zes jaar in het buitenland kwam Louie Austen in 1980 terug naar Oostenrijk en begon als barzanger bij het Hilton Hotel, maar werd al snel weggehaald door het Marriott Hotel.
In 1999 startte een nieuw project - de combinatie van discotheekgeluiden van Mario Neugebauer en de croonerstem van Austen. In deze context werd het debuutalbum Consequences gemaakt bij Cheap Records. Door het succes gaf hij zijn baan als barzanger op en concentreerde hij zich volledig op zijn albums en optredens. Mario Neugebauer en Patrick Pulsinger produceerden vervolgens nog twee albums voor Louie Austen in samenwerking met Cheap Records met Kitty-Yo en in 2006 werd een Best Of-album van deze samenwerking in het Verenigd Koninkrijk uitgebracht bij Tirk Records, omdat Austen, Pulsinger en Neugebauer sinds 2004 uit elkaar waren gegaan.
Voor het album Iguana (uitgebracht in 2006 door Klein Records) bracht Louie Austen verschillende producenten samen, waaronder Jeff Melnyk, Friction, Phonique en de Weense Stefan Jungmair.
In 2007 richtte Louie Austen zijn eigen label LA MUSIC (Louie Austen Music) op, waarop tot nu toe de drie ep's The Summer Love EP, de Reality EP (Richard Sanderson coverversie) gemaakt in samenwerking met Señor Coconut en de in 2008 met ex-Blumfeld-toetsenist Vredeber Albrecht opgenomen ep Too Good To Last zijn opgenomen. Met Señor Coconut was Louie in 2008 op de Around The World-tournee door Europa en stond ze op het gelijknamige album.
In de film Die Fälscher van Stefan Ruzowitzky is Louie Austen te zien in een bijrol als casinogamer. Hij verscheen ook in het Burgtheater in Wenen in een productie van Johann Nestroys toneelstuk Hell Fear.
In 2009 bracht Louie Austen een liefdesverklaring uit aan Amy Winehouse, de door Parov Stelar geproduceerde MyAmy/Flying Away EP.
In 2010 bracht Austens eigen label LA Music de Paris/Make Your Move Remixes uit en een nieuw dubbelalbum, bestaande uit een album en een remixalbum, getiteld Last Man Crooning/Electrotaining You! en nog de single de I Wander/Now Or Never Remixes.
Louie Austen treedt regelmatig internationaal op, maar ook in de Cascade Bar van het Vienna Marriott Hotel. Sinds oktober 2008 is er elke zaterdag een Louie’s Saturday met een wisselend programma, waaronder: Best Of Rat-pakket.
Hij woont op zijn boerderij in Kritzendorf.

## Discografie
- 1999: Consequences (album)
- 2001: Only Tonight (album)
- 2001: Amore (single)
- 2001: Hoping (single) [radiobewerking / extended versie b/w Hear My Song!]
- 2003: Easy Love (album)
- 2003: Easy Love (single) [single & demo versie b/w Feel Me]
- 2005: Open Up Your Heart (single met Korsakow)
- 2005: More (single)
- 2005: Heaven's Floor (ep)
- 2006: Hear My Song: The Best Of Louie Austen (album)
- 2006: Disco Dancer (single)
- 2006: Iguana (album)
- 2007: Summer Love ep (cd)
- 2007: Dreams Are My Reality ep (cd)
- 2008: Too Good To Last ep (cd)
- 2009: MyAmy / FlyingAway ep (download)
- 2009: Coconut Girl remixes (download)
- 2010: Make Your Move Ruede Hagelstein Rmx (vinyl)
- 2010: Paris / Make Your Move remixes (download-single)
- 2010: Last Man Crooning / Electrotaining You! (dubbelalbum, 2cd)
- 2010: I Wander / Now Or Never remixes (download-single)
- 2011: Der Kreislauf – met Remute (download-single)
- 2012: Never & Ever ep
- 2012: What A Comeback! (album, cd)
- 2014: Sing That Swing